# Luc Crepy
Luc Crepy, né le 12 mai 1958 à Lille dans le Nord, est un prélat catholique français, évêque de Versailles depuis 2021.

## Biographie

### Formation
Luc Crepy est l'aîné d’une famille de sept enfants. Ses parents étaient engagés dans la vie chrétienne notamment par leur participation aux Équipes Notre-Dame. Il rencontre la congrégation des Eudistes lors de ses études secondaires à Versailles, ce qui l’amènera à les rejoindre.
Il obtient un doctorat en biologie végétale après ses études universitaires à Lille, Paris et Bordeaux de 1976 à 1983. C’est pendant cette période universitaire qu’il commence un parcours de discernement et de formation avec la Mission de France. Il rejoint ensuite un centre de recherche agronomique pendant deux ans à Brasilia (Brésil).
De retour en France, il intègre la Congrégation de Jésus et Marie (Eudistes) en 1988. Il obtient sa licence canonique de théologie morale en 1990.

### Principaux ministères
Luc Crepy est ordonné prêtre le 21 mai 1989 à Paris.
De 1989 à 1995, il commence son ministère paroissial comme curé du secteur pastoral de Brétigny-sur-Orge dans le diocèse d'Évry-Corbeil-Essonnes. De 1990 à 2011, spécialisé en théologie morale, il l’enseigne à l'Institut catholique de Paris. En parallèle, de 1995 à 2001, il est recteur du séminaire interdiocésain d'Orléans.
De 2001 à 2007, il est nommé provincial de France-Afrique au service de ses confrères eudistes et est président de la Conférence des supérieurs majeurs de France.
De 2005 à 2007, il est aumônier de la prison de Fleury-Mérogis. De 2007 à 2012, il redevient recteur du séminaire interdiocésain d'Orléans.
En 2012, il est élu vicaire général de la Congrégation de Jésus et Marie à Rome, où il travaille à la reconnaissance de saint Jean Eudes comme docteur de l’Église. Il enseigne à l'université pontificale grégorienne à Rome au centre Saint-Pierre-Favre, dans la formation de formateurs à la vie sacerdotale et religieuse.

### Évêque du Puy
Le 12 février 2015, il est nommé évêque du Puy-en-Velay par le pape François. Il reçoit la consécration épiscopale le 12 avril 2015 en la cathédrale Notre-Dame du Puy, dimanche de la divine Miséricorde par Hippolyte Simon, assisté de François Kalist et Michel Dubost. Cette cérémonie se déroule en présence de nombreuses personnalités politiques locales telles que Laurent Wauquiez, député-maire du Puy-en-Velay, et Jean-Pierre Marcon, président du conseil départemental.

### Évêque de Versailles
Le 6 février 2021, il est nommé évêque de Versailles par le pape François,. Il est installé le 11 avril 2021 à la cathédrale Saint-Louis de Versailles en la présence de l'archevêque de Paris, Michel Aupetit. Il célèbre la première messe dans la nouvelle église Saint-Joseph-le-Bienveillant de Voisins-le-Bretonneux, le 15 décembre 2024.

## Critiques

### Gestion des abus sexuels

#### Jean-Jacques Villaine
Jean-Jacques Villaine, né en 1933, est ordonné prêtre en 1959 et a rejoint le diocèse de Versailles en 1969. Il y occupe plusieurs postes, notamment curé de diverses paroisses dans les Yvelines, et était connu pour son rôle de chef de chœur à la cathédrale Saint-Louis de Versailles jusqu'en 2000.
Luc Crepy est vivement critiqué en 2022 pour avoir gardé sous silence, de 2021 au 9 octobre 2022 (date de mort du prêtre), de la condamnation canonique de Jean-Jacques Villaine. Ce prêtre est accusé d'abus sexuels sur plusieurs femmes dans le diocèse de Versailles,. L’association Comme une mère aimante publie dès 2019 le témoignage d'un jeune femme abusée entre 19 et 22 ans, alors qu'elle participait à la chorale de Versailles. La même association lance un appel en février 2023 pour retrouver d'autres victimes du prêtre. En juin 2023, Le Parisien publie le témoignage d'une jeune fille abusée par Villaine alors qu'elle n'avait que 6 ans.

#### Un prêtre eudiste
Un prêtre de la Congrégation de Jésus et Marie, qui a occupé plusieurs postes, notamment aumônier à Saint-Jean-Hulst, un établissement scolaire prestigieux à Versailles, à la fin des années 1990 et également enseigné la théologie dogmatique à l'Institut catholique de Paris et au séminaire interdiocésain d'Orléans, où il était curé jusqu'à sa suspension.
En août 2020, une plainte est déposée par un homme dans la quarantaine de Versailles, l'accusant d'agressions sexuelles sur un étudiant lorsqu'il était aumônier à Saint-Jean-Hulst à la fin des années 1990. Les faits présumés se seraient produits dans le cadre de son rôle d'aumônier, mais le cas a été classé sans suite le 19 août 2020 en raison de la prescription.
Il est alors reproché à Luc Crepy son manque de communication et d'action, en 2021, lors des accusations d'abus du prêtre.
Une enquête canonique a commencé en 2022.

## Distinction
- Chevalier de la Légion d'honneur (décret du 31 décembre 2021)[14]